# Ewald Eberle
Ewald Eberle (* 16. April 1933 in Triesenberg) ist ein ehemaliger liechtensteinischer Skirennläufer.

## Biografie
Eberle nahm an den Olympischen Winterspielen 1956 in Cortina d’Ampezzo teil. Im Slalom belegte er den 49. und im Riesenslalom den 73. Rang.